# FNTT
Der Ermittlungsdienst für Finanzverbrechen (lit. Finansinių nusikaltimų tyrimo tarnyba, FNTT) ist die nationale Justizbehörde im Bereich der Finanzkriminalität in Litauen. Sie bekämpft die Geldwäsche und Terrorismusfinanzierung, bereitet die Präventionsmaßnahmen, die auf die Schaffung einer effektiven nationalen Anti-Geldwäsche-System gerichtet sind, und sorgt für das ordnungsgemäße Funktionieren sowie führt Voruntersuchung der Legalisierung der Gelder und Vermögenswerte, abgeleitet aus der kriminellen Tätigkeit.
Der Dienst ist die wichtigste staatliche Institution, verantwortlich für die Koordinierung der Zusammenarbeit der Organe im Zusammenhang mit der Umsetzung der Geldwäsche-Präventionsmaßnahmen. FNTT ist dem Innenministerium Litauens untergeordnet und wurde kraft des eigenen Gesetzes (Lietuvos Respublikos finansinių nusikaltimų tyrimo tarnybos įstatymas) errichtet.

## Geschichte
Der Dienst wurde am 4. Februar 1997 als Departament der Steuerpolizei am Innenministerium Litauens  (Mokesčių policijos departamentas prie Vidaus reikalų ministerijos) von Regierung Litauens gegründet und am 18. Juni 1997 als eigenständige Behörde registriert. 2014 gab es 150 Mitarbeiter.

## Direktoren
- bis 2010: Romualdas Boreika (* 1955)
- 2010–2012: Vitalijus Gailius (*  1969)
- seit 2012: Kęstutis Jucevičius (* 1968)